# 엘엠씨 (브랜드)
엘엠씨는 LIFUL에서 독립한 의류 브랜드이다.